# Guerre de l'eau au Chili
Pour les articles homonymes, voir Guerre de l'eau.

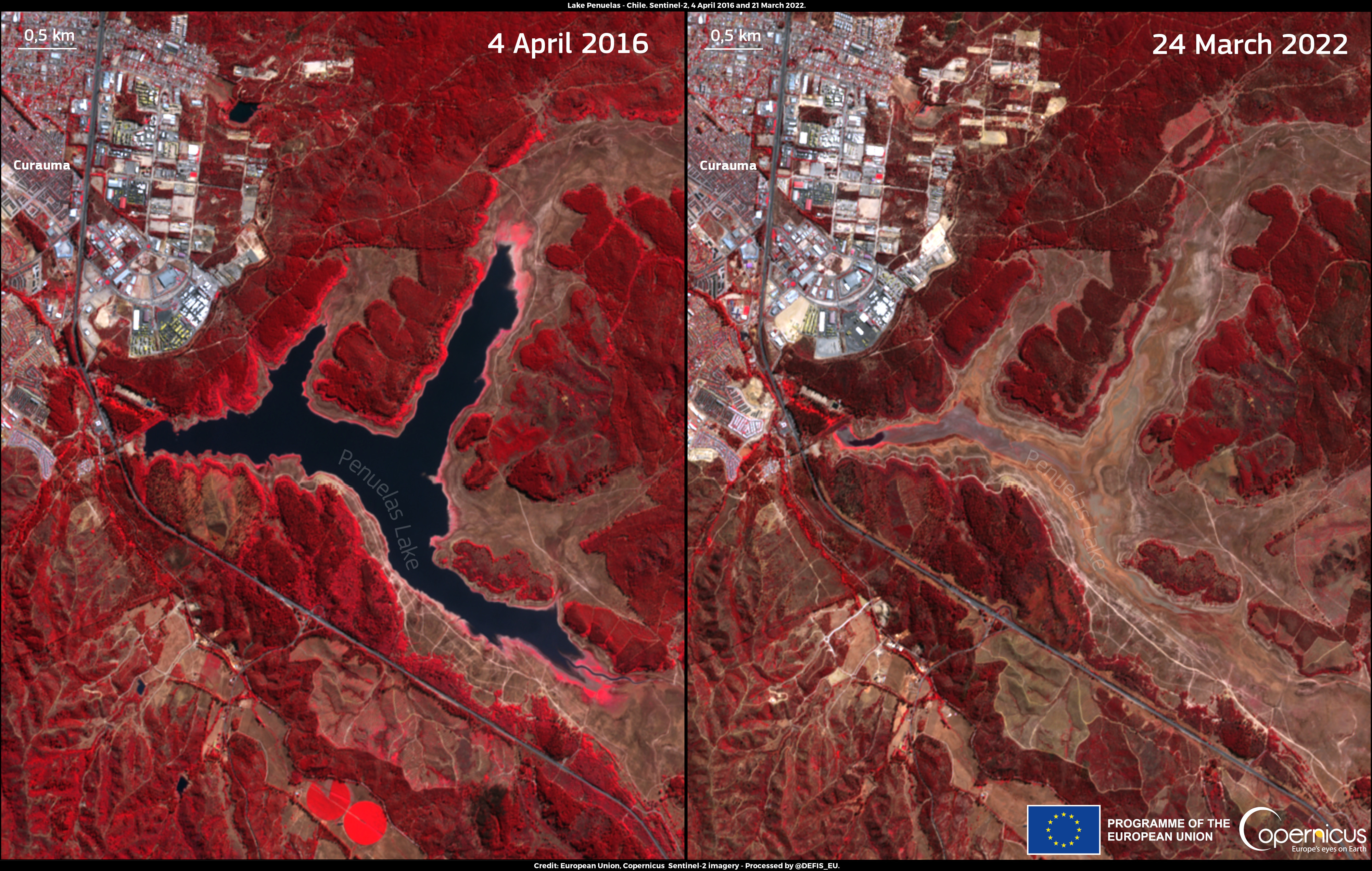
L'assèchement du, au sud de Valparaiso, entre 2016 et 2022.

La guerre de l'eau au Chili désigne une série de crises affectant la ressource hydrique au Chili au début du XXIe siècle. Depuis la fin des années 2000, le pays est confronté à une grave pénurie, due à des années de sécheresse. Mais cette pénurie se double d'enjeux socio-économiques et politiques très forts, comprenant l'inégalité à l'accès à la ressource, le cadre constitutionnel ou les enjeux liés à l'industrie extractive.

## Causes

### Changement climatique

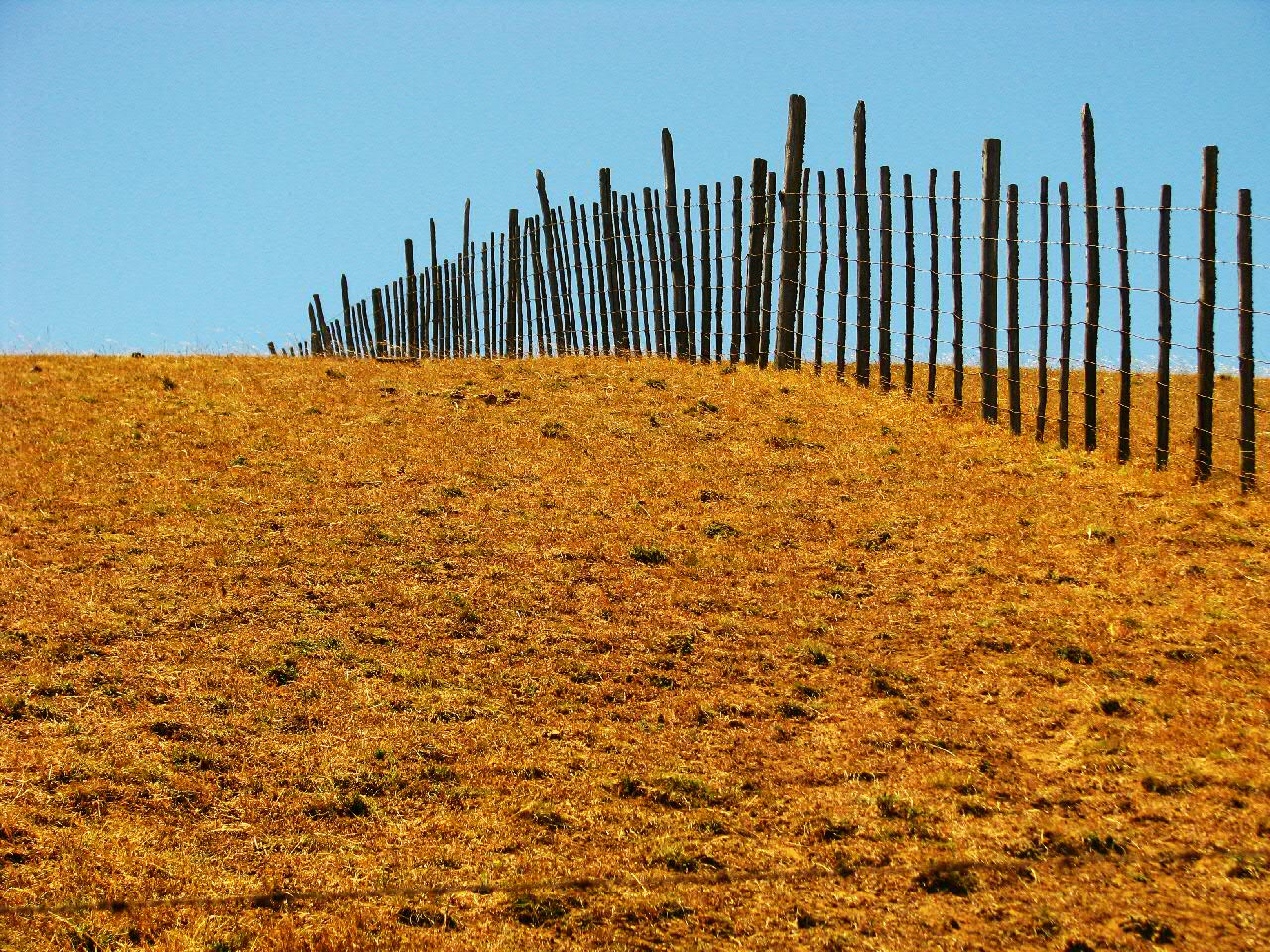
Un pré pendant la sécheresse en novembre 2009 près de Canela.

L'année 2021 est la quatrième année la plus sèche jamais enregistrée au Chili. Cette année intervient dans le cadre d'une période de sécheresse beaucoup plus longue, qui dure depuis 2008, l'année la plus sèche ayant été 2019 ; cette décennie est la plus sèche de toute l'histoire chilienne. Plusieurs lacs disparaissent totalement au cours des années 2010, notamment la Laguna de Aculeo,,. En 2019, 34 000 animaux meurent du manque d'eau.
Le recul des glaciers du Chili (es) est très sensible. Ainsi, les prévisions indiquent que le Maipo verra son débit diminuer de quarante pour cent entre 2019 et 2070 du fait du recul de son glacier d'origine. Or il est la source d'approvisionnement de 80 % de son bassin-versant. Les précipitations sur les Andes chiliennes diminuent de trente millimètres tous les dix ans en moyenne, entraînant une diminution de la masse glaciaire compris entre huit et quinze milliards de tonnes. Entre 2000 et 2020, 98 % des glaciers andins ont reculé, perdant en moyenne un mètre d'épaisseur, les Andes étant en effet le massif montagneux le plus affecté au monde par la fonte de ses glaciers. Au sud des Andes, le recul planimétrique peut aller jusqu'à près de neuf kilomètres, et la baisse mesurée annuellement dépasse un mètre.
Des antécédents historiques ont été enregistrés, notamment la sécheresse de 1924-1925 considérée jusqu'alors comme la pire de l'histoire chilienne, et celle de 1967-1969, qualifiée localement de « séisme silencieux ». Cette dernière se caractérise notamment par un déficit de précipitations de plus de 80 % dans les régions de Valparaiso et de Bernardo O'Higgins; elle provoque la mort de milliers d'animaux, la destruction de nombreuses cultures fruitières, ainsi qu'une pénurie d'eau affectant non seulement les populations, mais également la production hydroélectrique.

### Urbanisation
En parallèle, le risque d'inondation s'accroît également, notamment du fait de l'augmentation des épisodes météorologiques extrêmes, mais aussi de leur aggravation par une imperméabilisation du sol, qui est due notamment à l'urbanisation extensive. Les incendies ayant réduit le couverture végétale à même de retenir l'eau, ainsi que la sécheresse ayant rendu les sols inaptes à l’infiltration, même une précipitation anodine peut devenir une catastrophe, comme en 2017 où une averse de cinq millimètres de hauteur d'eau provoque des inondations privant six millions de résidents d'un approvisionnement en eau potable.

Épisodes d'inondation au Chili
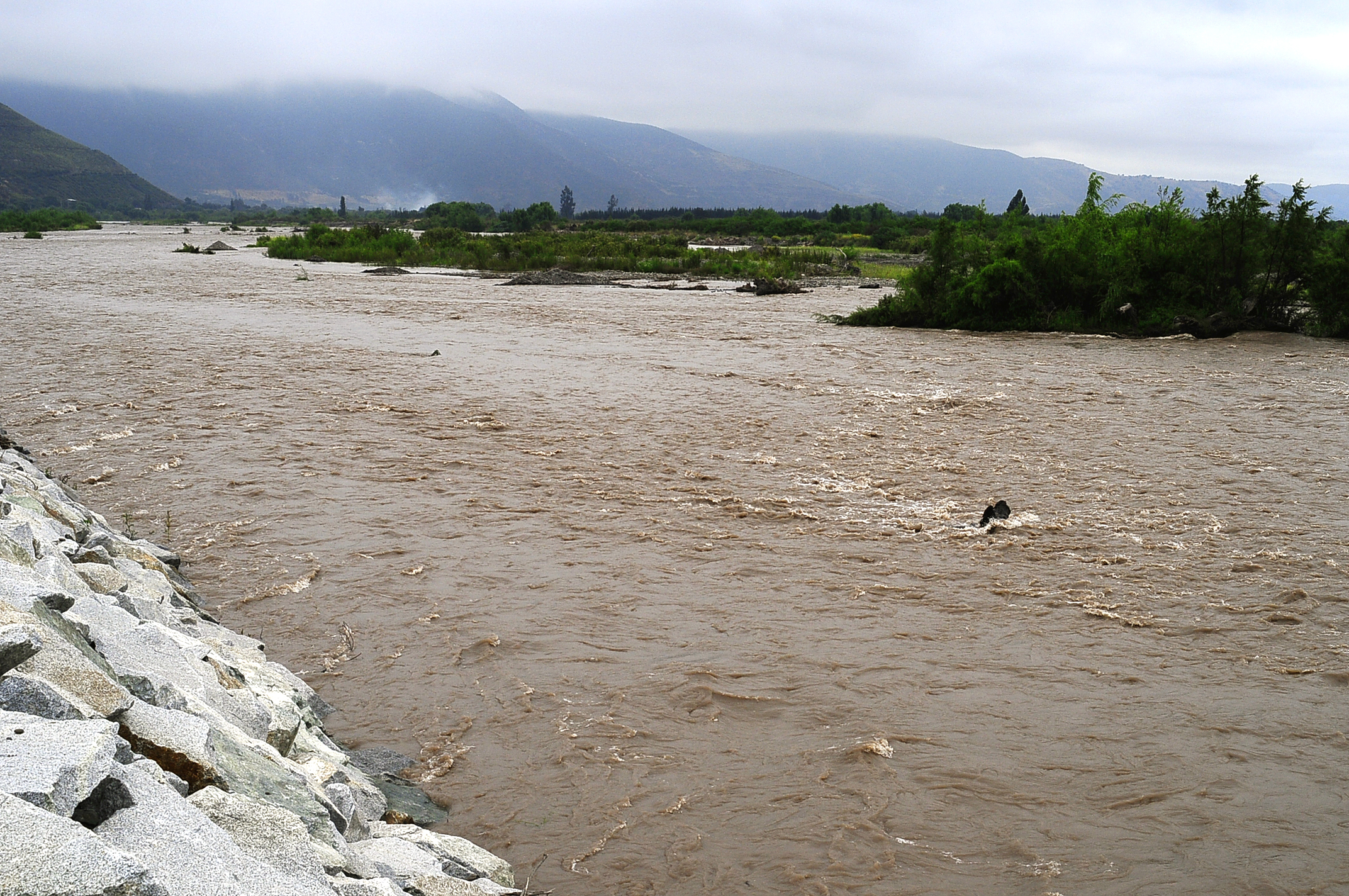
Le Río Aconcagua en crue en 2008.
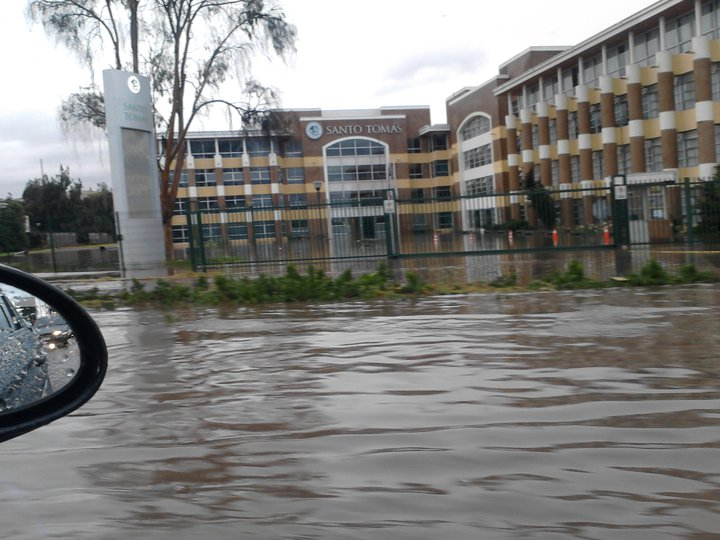
L'université Saint-Thomas (es) inondée en juin 2011.
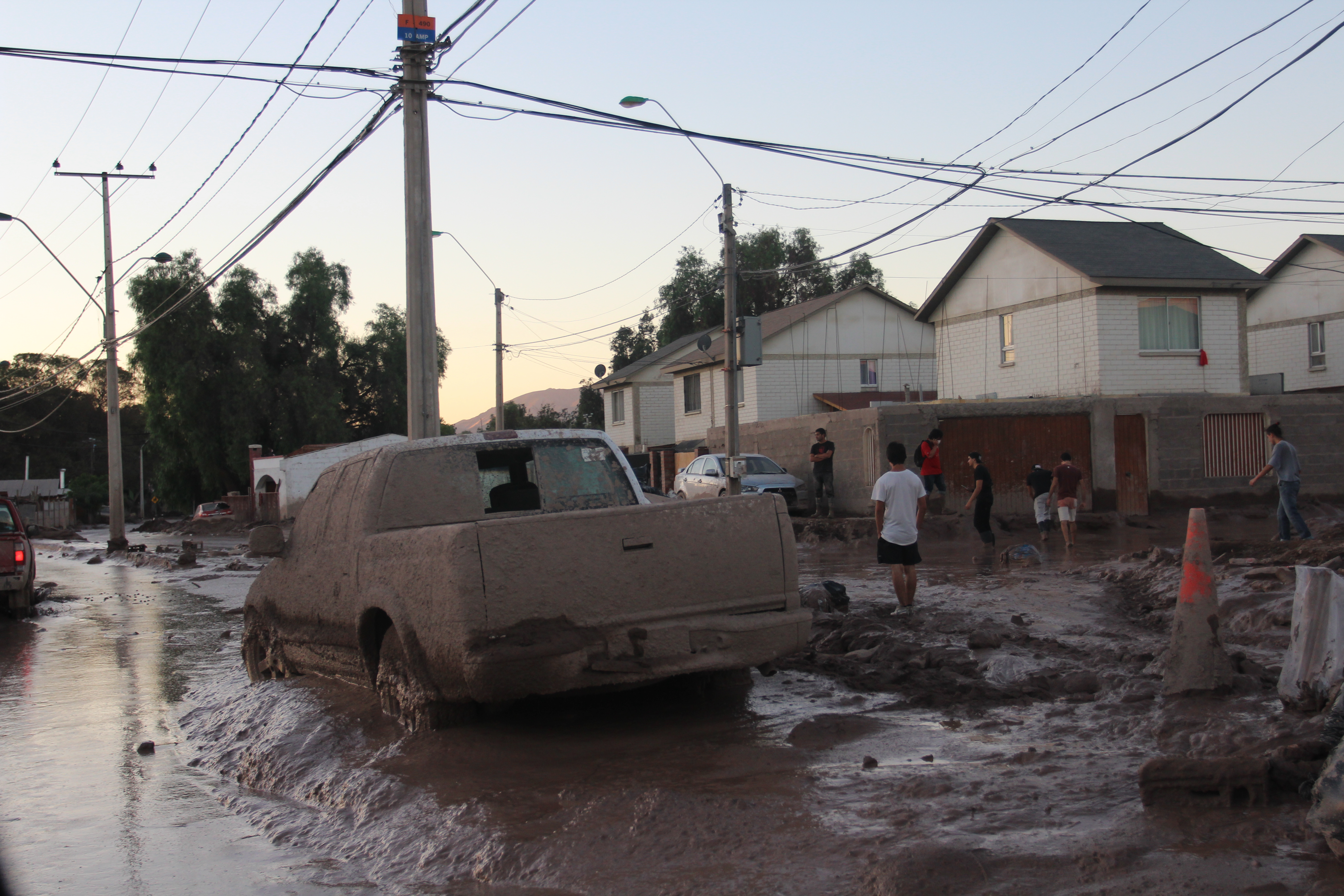
Les rues d'une ville d'Atacama après une inondation en avril 2015.
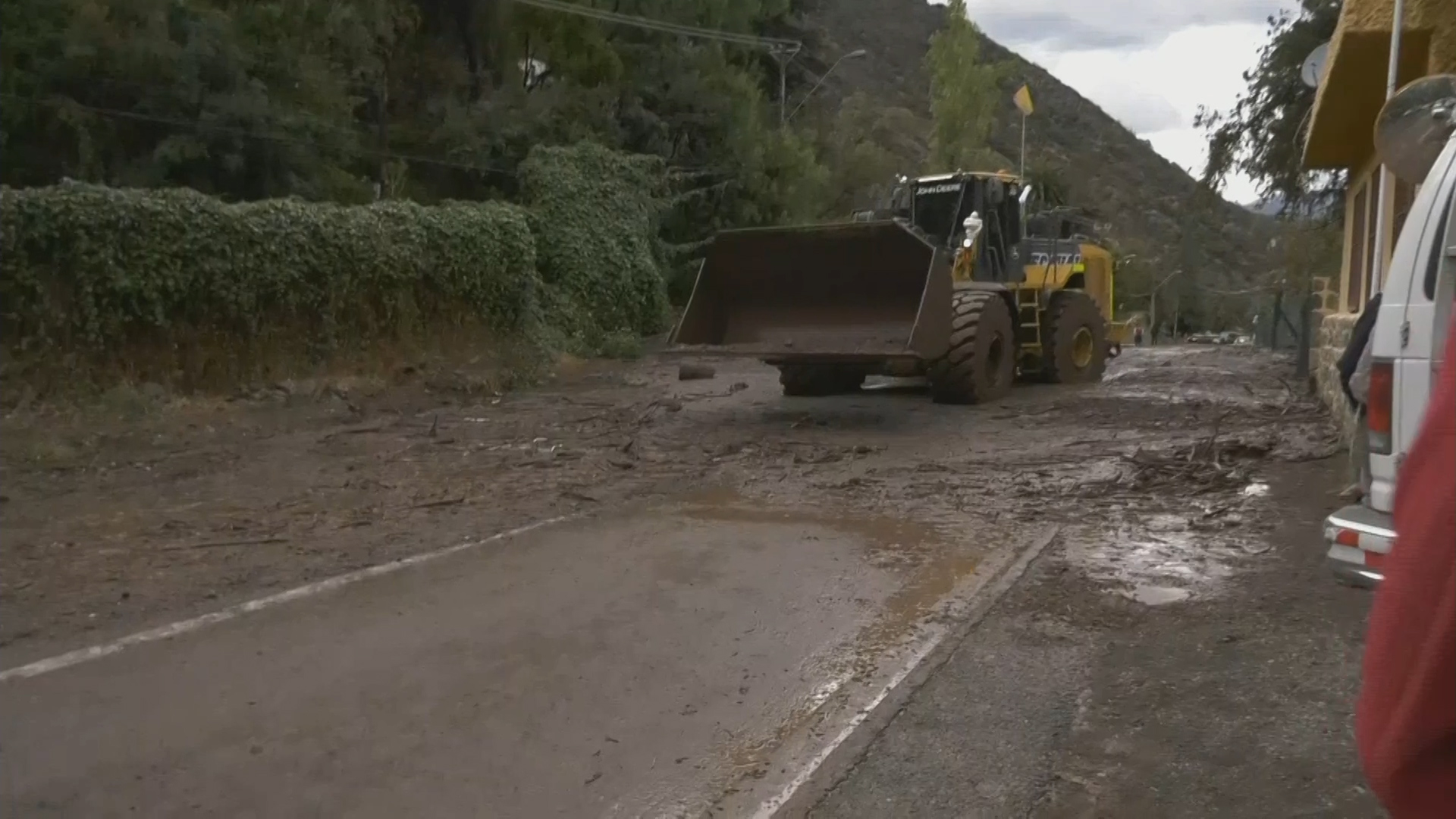
Coulée de boue sur une route en 2021.

### Institutions
Le contexte institutionnel est marqué par une particularité unique au monde. En effet, la Constitution du pays y affirme explicitement que les droits sur l'eau sont traités comme une propriété privée. La gestion de la ressource en eau est codifiée par le Code de l'eau (es) datant de 1981 et donc de la dictature d'Augusto Pinochet. L'eau y est considérée comme un capital échangeable, et les allocations d'eau peuvent donc être vendues et achetées, sous le contrôle de la direction générale de l'eau (es), « Dirección General de Aguas ». Cette dernière accorde des « droits d'eau », soit un volume maximal annuel d’eau pompée par an et un débit instantané maximal. Mais, après le pompage dans la ressource naturelle, la ressource sort totalement du contrôle de la DGA et peut être vendu à n'importe qui. La direction n'a de pouvoir que sur la ressource amont, qu'elle peut décider de fermer temporairement ou de façon permanente. Les droits d'eau suivent la loi du marché et les dossiers sont attribués en fonction de la primauté, d'une part, et de la puissance financière, d'autre part, le montant du dossier étant élevé. Les droits acquis sont en outre transmissibles comme une propriété privée,.
Par ailleurs, la Constitution permet à l'État d'octroyer à des tiers des droits d'utilisation gratuits et à durée illimitée, et ne définit aucun usage prioritaire de l'eau. En particulier, la consommation et l'usage domestique ne sont pas légalement prioritaires sur les usages économiques de la ressource hydrique. Des comités de gestion des aquifères sont prévus par la réglementation, mais la représentation y est proportionnelle au prélèvement, ce qui ne favorise que les gros utilisateurs,.
Une des rares possibilités d'action des autorités est l'interdiction des droits d'utilisation des aquifères, mais elle n'est utilisée qu'en dernier recours, quand les niveaux sont déjà très bas du fait d'une surexploitation. Les populations indigènes du Chili sont particulièrement spoliées car elles n'ont absolument pas la conception de l'eau comme valeur marchande et n'ont donc pas effectué de demande de dépôt de dossier.

### Mainmise économique sur l'eau

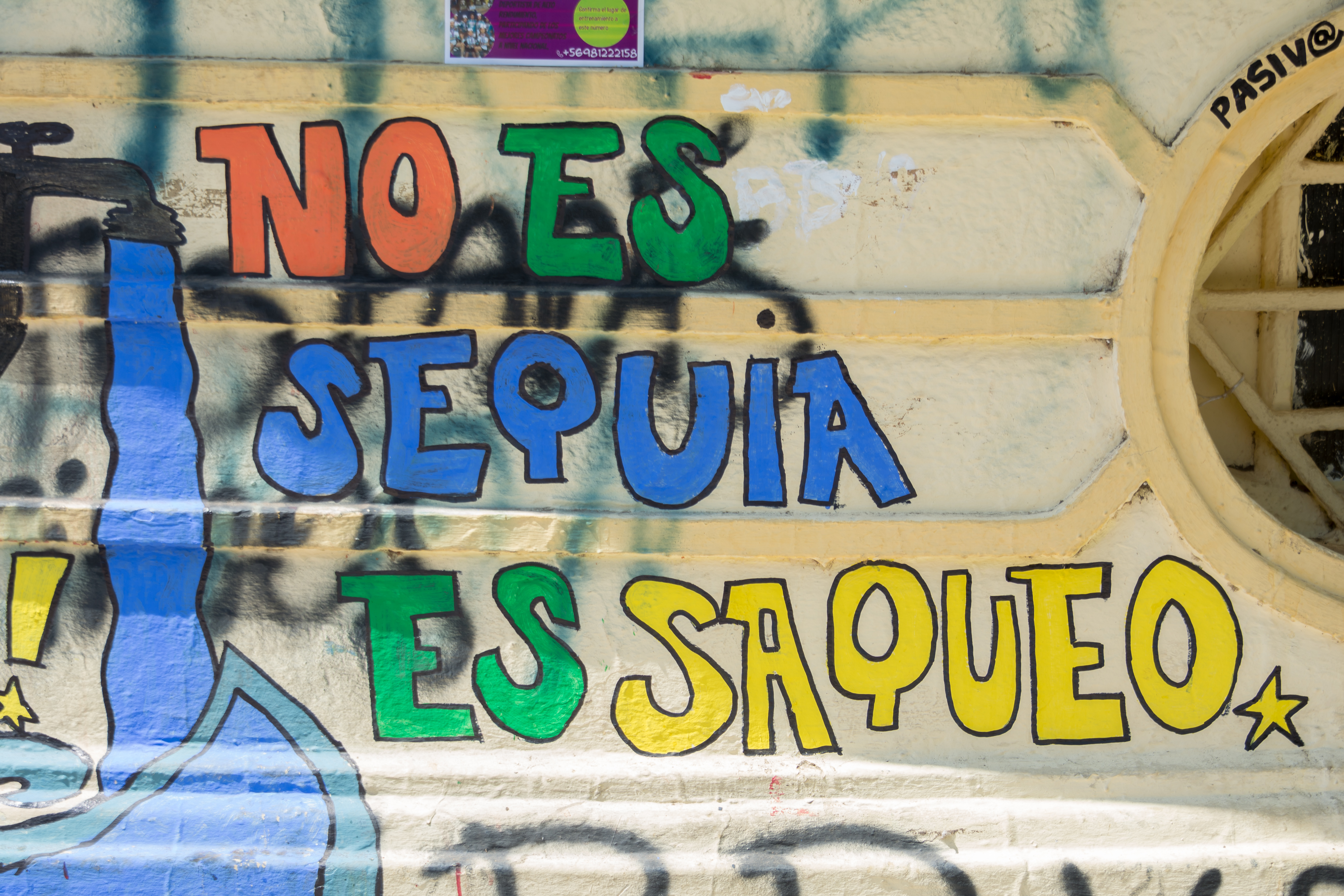
Slogan affirmant « Ce n’est pas la sécheresse, c’est le pillage » sur un mur à Quillota en 2020.

Ainsi, la disparition de la laguna de Aculeo citée ci-dessus est moins due au déficit de précipitations qu'à l'acquisition des droits sur l'eau des tributaires du lac par de grandes plantations agricoles et des domaines privés, qui ont pompé les principaux affluents, notamment pour transformer des cultures annuelles en plantations d'arbres fruitiers. En effet, au cours des années 1990, les entreprises agro-alimentaires obtiennent successivement les droits sur la totalité de l'eau de chacune des rivières tributaires du lac et en prélèvent la plus grande partie. Plus globalement, 59 % des ressources en eau du pays sont destinées à la sylviculture et 37 % à l'agriculture. L'alimentation en eau de la population est couvert par 2 % de la ressource disponible,. Les fruits cultivés grâce au prélèvement de la ressource en eau sont principalement des avocats, des raisins et des agrumes, principalement pour l'exportation. En conséquence, ce sont surtout les populations rurales les plus pauvres, mais aussi les populations urbaines modestes, qui subissent le plus les carences en eau.
De même l'industrie extractive est également très gourmande en eau. Située dans le désert d'Atacama, extrêmement sec, elle dispose pourtant d'aquifères souterrains enfouis sous les salines, qu'elle utilise notamment pour l'extraction du cuivre et du lithium, ce dernier notamment dans le Salar d'Atacama.

## Réactions

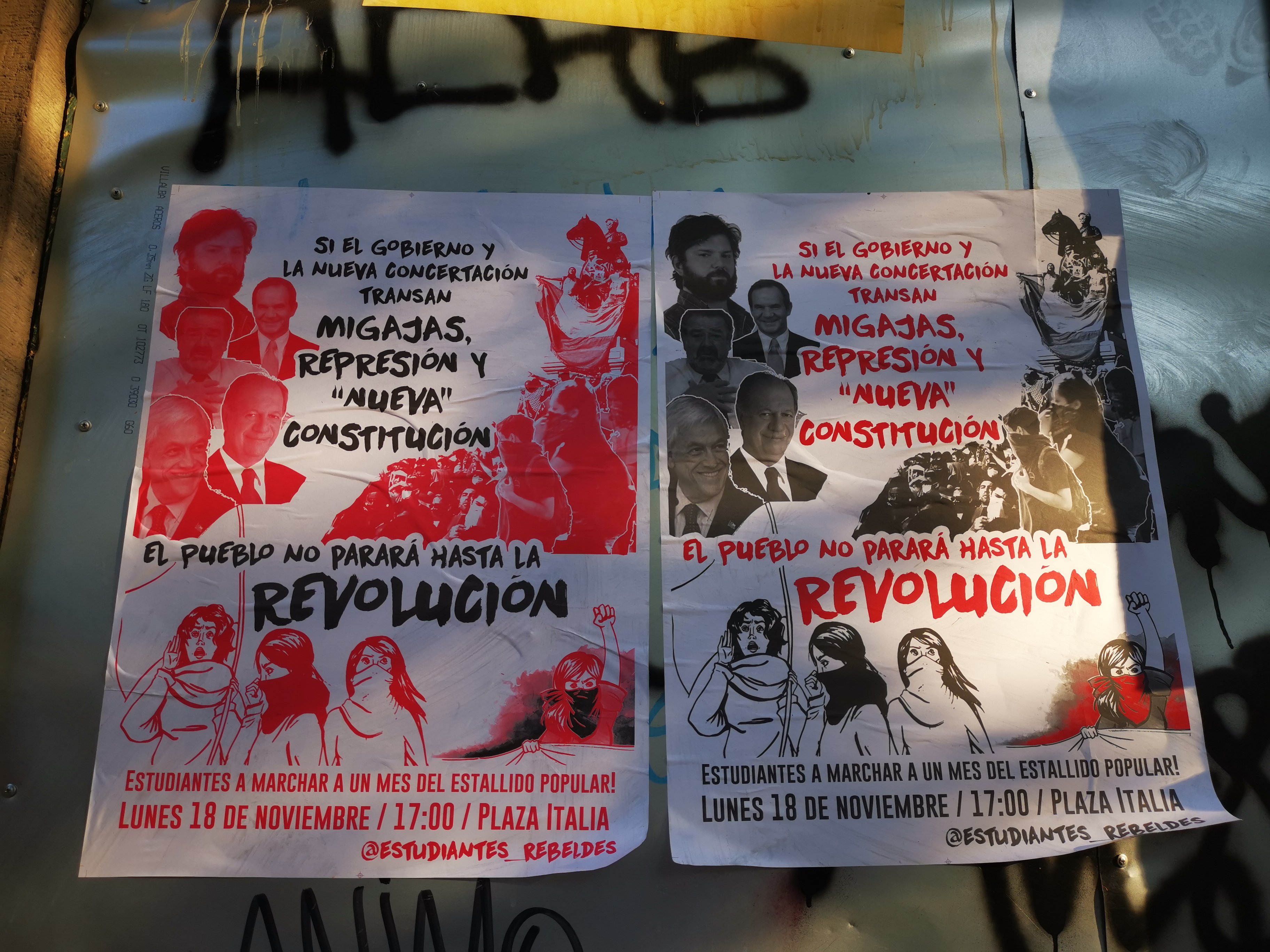
Affiche placardée durant les manifestations de 2019-2021 et réclamant une nouvelle Constitution.

Dès 2019, le sujet de l'eau est une des raisons expliquant les manifestations de 2019-2021 ; les manifestants scandaient notamment le slogan « le problème, ce n'est pas la sécheresse, c’est le vol ». À la fin de l'année 2021, plus de la moitié des habitants du Chili vivent dans une zone souffrant d'une « grave pénurie » d'eau, nécessitant la proclamation d'un état de rationnement et l’approvisionnement de centaines de villages par des camions-citernes. En 2020, le Chili occupe la dix-huitième place mondiale pour le stress hydrique élevé, selon le World Resources Institute.
En avril 2022, le président Gabriel Boric signe une réforme du Code de l'eau, dans laquelle cette dernière devient un bien public destiné à l'usage humain, et qui est impactée par le changement climatique,.
Le 4 septembre 2022, le peuple chilien est invité à voter pour une nouvelle constitution. Toutefois, l'adoption de cette nouvelle constitution est rejetée à une forte majorité.